# Bois-Guillaume-Bihorel
Bois-Guillaume-Bihorel fue una efímera comuna nueva francesa que estaba situada en el departamento de Sena Marítimo, de la región de Normandía.

## Historia
Fue creada el 1 de enero de 2012, en aplicación de una resolución del prefecto de Sena Marítimo de 29 de agosto de 2011 con la unión de las comunas de Bihorel y Bois-Guillaume, pasando a estar el ayuntamiento en la antigua comuna de Bois-Guillaume.
Por fallo de 28 de mayo de 2013  de la 4ª sala del Tribunal Administrativo de Ruan, la nueva comuna fue suprimida el 1 de enero de 2014.

## Demografía
| Gráfica de evolución demográfica de Bois-Guillaume-Bihorel entre 1800 y 2013 |
|                                                                              |

Los datos entre 1800 y 2013 son el resultado de sumar los parciales de las dos comunas que formaban la nueva comuna de Bois-Guillaume-Bihorel, cuyos datos se han cogido de 1800 a 1999, para las comunas de Bihorel y Bois-Guillaume de la página francesa EHESS/Cassini. Los demás datos se han cogido de la página del INSEE.

## Composición
| Comuna delegada | Código INSEE | Población (2013) | Superficie (km²) | Densidad (hab./km²) |
| --------------- | ------------ | ---------------- | ---------------- | ------------------- |
| Bihorel         | 76095        | 8268             | 2.51             | 3294                |
| Bois-Guillaume  | 76108        | 13046            | 8085             | 1474                |